# Evangelista Santos
Evangelista Santos (Rondonópolis, 12 de dezembro de 1977) é um lutador brasileiro de Mixed Martial Arts membro da famosa Academia Chute Boxe. Lutou no Strikeforce, PRIDE Fighting Championships, Cage Rage, International Vale Tudo Championship Pancrase warrior of God e Gringo super fight tem um histórico de 30 vitórias e 15 Derrotas. Atualmente se retirou do MMA após derrota polêmica contra o seu desafeto Melvin Manhoeff no super fight em 2014.

## Vida pessoal

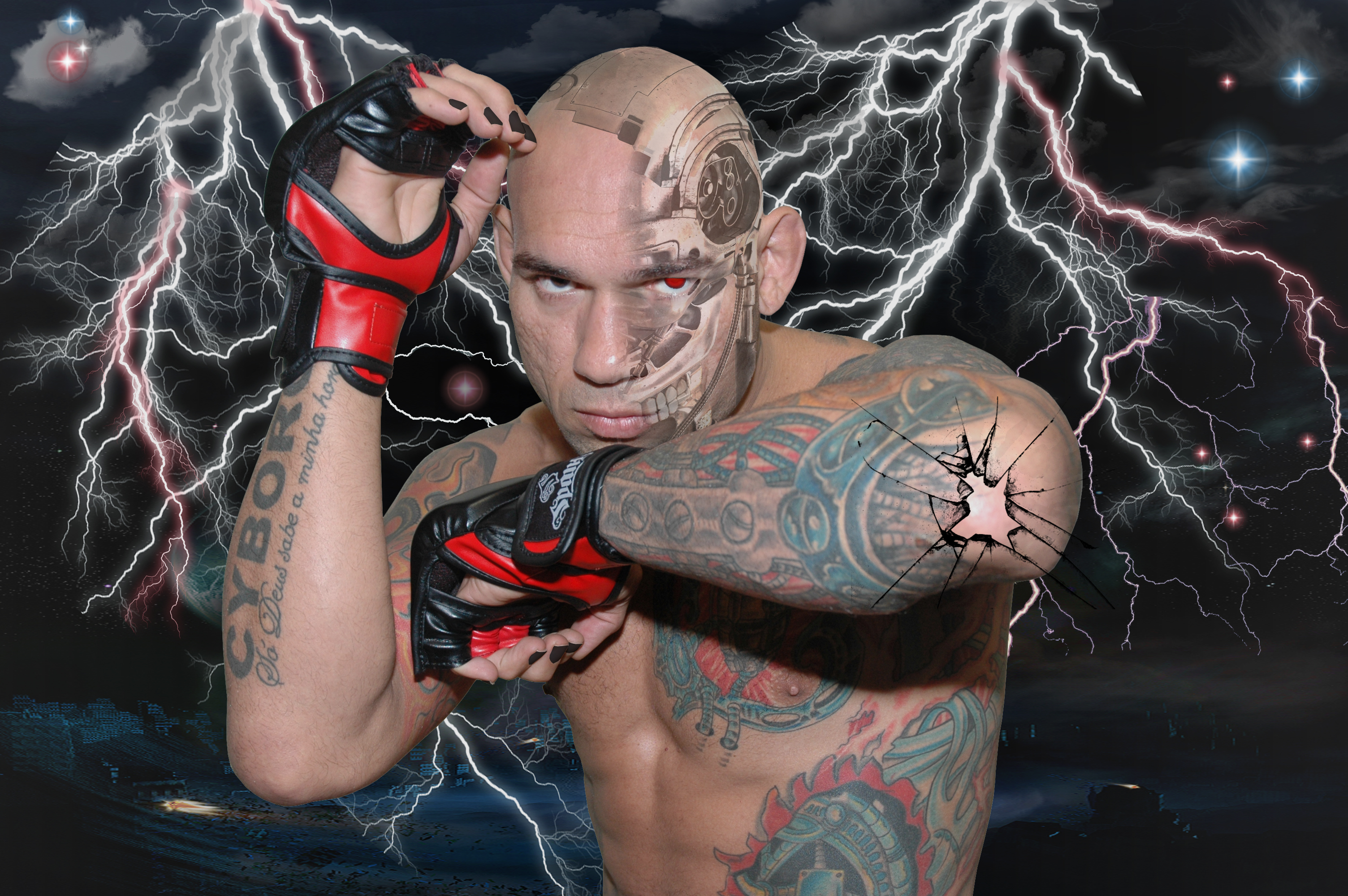
Evangelista Cyborg Santos

Cyborg foi casado com a lutadora brasileira de MMA Cristiane Santos, mais conhecida como Cris Cybor, durante seis anos.
1. ↑  «Evangelista Santos (Peso meio-médio) Perfil do MMA - ESPN (BR)». ESPN. Consultado em 21 de outubro de 2024
2. ↑  «Melvin Manhoef (Peso meio-pesado) Perfil do MMA - ESPN (BR)». ESPN. Consultado em 21 de outubro de 2024
3. ↑  «Cris Cyborg (Women's Featherweight) Perfil do MMA - ESPN (BR)». ESPN. Consultado em 21 de outubro de 2024